# Književnost u 1893.
◄◄ | ◄ | 1890. | 1891. | 1892. | 1893.  | 1894. | 1895. | 1896. | ► | ►►
Arhitektura • Astronomija • Biologija • Film • Fotografija • Glazba • Kazalište • Kemija • Kiparstvo • Knjige • Književnost • Kršćanstvo • Meteorologija • Medicina • Planinarstvo • Politika • Pravo • Promet • Slikarstvo • Strip • Šport • Znanost • Zrakoplovstvo • Željeznički promet
Književnost u 1893.

## Svijet

### Književna djela
- Claudius Bombarnac Julesa Vernea

### Rođenja
- 19. srpnja – Vladimir Majakovski, ruski književnik († 1930.)
- 21. srpnja – Hans Fallada, njemački književnik († 1947.)

### Smrti
- 6. srpnja – Guy de Maupassant, francuski književnik († 1850.)

## Hrvatska i u Hrvata

### Rođenja
- 7. srpnja – Miroslav Krleža, hrvatski književnik i enciklopedist († 1981.)
- 4. prosinca – August Cesarec, hrvatski književnik, prevoditelj, publicist i politički djelatnik († 1941.)

### Smrti
- 17. ožujka – Ljudevit Vukotinović, hrvatski književnik, političar, državni činovnik, znanstvenik i gospodarstvenik (* 1813.)

## Vanjske poveznice
|  | Zajednički poslužitelj ima još gradiva o temi Književnost u 1893. |